# Szymon Mika
Szymon Mika (* 14. April 1991) ist ein polnischer Jazzmusiker (Gitarre, Komposition).

## Wirken
Mika schloss 2016 sein Studium an der Musikakademie Katowice mit dem Master ab, um dann in Basel am Jazz Campus ein Aufbaustudium zu beginnen. 2017/2018 gehörte er dort der Focusyear Band um Yumi Ito an und trat mit Avishai Cohen, Kurt Rosenwinkel, Dave Holland, Mark Turner und Joshua Redman auf.
Mika gründete ein Trio mit dem Bassisten Max Mucha und dem Schlagzeuger Ziv Ravitz, das 2016 sein Debütalbum Unseen vorlegte; es folgte das Album Togetherness. Er spielte auf zahlreichen internationalen Festivals wie dem Montreux Jazz Festival oder dem Jazz Fest Wien und nahm an vielen Jazz Workshops teil. Kompositionen von ihm sind auch auf den Alben Popyt von Mateusz Pałka/Szymon Mika Quartet und auf Organspot enthalten.

## Preise und Auszeichnungen
Mika erhielt den ersten Preis bei der International Jarek Śmietana Jazz Guitar Competition. Er wurde mit dem Grand Prix Jazz Nad Odrą ausgezeichnet und ist auch Preisträger beim Krokus Jazz Festival (2014) und bei Bielska Zadymka Jazzowa (2015).

## Diskographische Hinweise
- Organspot (SJ Records 2013; mit Kajetan Galas, Bartek Staromiejski)
- Unseen (Hevhetia 2016; mit Max Mucha, Ziv Ravitz)
- Togetherness (Hevhetia 2018; mit Max Mucha, Ziv Ravitz sowie Basia Derlak, Joachim Mencel, Mateusz Pałka)[1]
- Mateusz Pałka / Szymon Mika Duo Short Form (Bandcamp 2019)
- Yumi Ito & Szymon Mika: Ekual (Unit 2021)[2]
- Piotr Wyleżoł / Szymon Mika: Loud Silence (Art Evolution 2022)
- Agma (Music Corner Records 2025, mit Song Yi Jeon, Oskar Török, Andrzej Święs, Péter Somos)